# Aika Hakoyama
Aika Hakoyama, född den 27 juli 1991 i Nagano, är en japansk konstsimmare.
Hon tog OS-brons i lagtävlingen i samband med de olympiska tävlingarna i konstsim 2016 i Rio de Janeiro..